# Leonardo Petrucci
Leonardo Petrucci (Grosseto, 1986) è un pittore italiano, vincitore del Premio Michetti nel 2021.

## Biografia
Nel 2009 si laurea in Pittura all'Accademia di Belle Arti di Roma, città in cui si trova anche il suo atelier. Tra le tematiche di cui si occupa vi sono la geometria sacra, l'alchimia, la cabala e l'astrologia, intrecciandole con altri quali la biologia, la fisica quantistica e l'astronomia.
Nel 2017 ha vinto Premio Internazionale Generazione Contemporanea, mentre nel 2021 ha ottenuto il Premio Michetti con l'opera del 2019 Sol 2081.

## Mostre
Segue un elenco delle mostre che hanno esposto sue opere:
- Resolve et Scoagula, unconventional twins #1
- Il peso della mia luce
- Antropofagia Simbiotica
- Where is Dawn now?
- Melancolia
- There Is No Place Like Home
- In che senso Italiano? (Ancora!)
- The Light Hides The Lights
- Red Hope
- 8
- Rubedo
- Once Upon a Time
- Tessitura Cosmica